# Rubén Pato Soria
Rubén "Pato" Soria (Guadalajara, 2 de febrero de 1942 - 15 de diciembre de 2017) fue un luchador profesional mexicano, muy conocido en la década de los 70. 
Soria fue entrenado por Cuauhtémoc "Diablo" Velasco y debutó en 1963. Fue más conocido en su región que en Ciudad de México.
Retirado en 1970 mientras estaba de gira por los Estados Unidos, ocupó posteriormente el cargo de administrador de la Arena Coliseo de Occidente en Guadalajara, México.
Se casó con la popular cantante regional mexicana Sanjuana "La Reyna de los Palenques", con quien tendría a su hijo el luchador del Consejo Mundial de Lucha Libre, Shocker.
A Rubén "Pato" Soria se le detectó un tumor en su espina dorsal y, un par de meses después, murió a causa de este cáncer el 15 de diciembre de 2017 a los 75 años.